# 1878
Промислова революція •  Колоніальні імперії •  Національно-визвольні рухи • Робітничий рух

## Геополітична ситуація
У Росії царює імператор Олександр II (до 1881). Російській імперії належить більша частина України, значна частина Польщі, Бессарабія, Закавказзя, Фінляндія, Бухарське ханство, Хівинське ханство. Україну розділено між двома державами — Королівство Галичини та Володимирії належить Австрії, Правобережжя, Лівобережжя та Крим — Російській імперії.
В Османській імперії править султан Абдул-Гамід II (до 1909). Під владою османів перебувають Близький Схід та Єгипет, Середземноморське узбережжя Північної Африки частина Балкан. Болгарія здобула автономію. Сербія, Чорногорія та Румунія здобули незалежність.
В Австро-Угорщині править Франц-Йосиф I (до 1916). Імперія охоплює, крім австрійських та угорських земель, Хорватію, Трансильванію, Богемію. Німецьку імперію очолює Вільгельм I (до 1888). Баварське королівство — Людвіг II (король Баварії) (до 1886).
У Франції при владі Третя французька республіка. Франція має колонії в Алжирі, Карибському басейні, Південній Америці в Індокитаї та Індії. Королівство Іспанія очолює Альфонс XII (до 1885). Іспанії належать частина островів Карибського басейну, Філіппіни. У Португалії править Луїш I (до 1889). Португалія має володіння в Африці, Індії, Індійському океані й Індонезії.
У Великій Британії триває Вікторіанська епоха — править королева Вікторія (до 1901). Британська імперія має колонії в Північній Америці, на Карибах, в Африці та Індії. Королівство Нідерланди очолює Віллем III (до 1890). Король Данії та Норвегії — Кристіан IX (до 1906), Оскар II сидить на шведському троні (до 1907). На троні Королівства Італія Віктора Емануїла ІІ змінив Умберто I (до 1900).
Бразильську імперію очолює Педру II (до 1889). Посаду президента США обіймає Резерфорд Гейз. Територію на півночі північноамериканського континенту займає Канадська конфедерація (домініон Великої Британії), територія на півдні континенту належить Мексиці.
В Ірані при владі Каджари. Владу над Індостаном утримує Британська корона. У Бірмі править династія Конбаун, у В'єтнамі — династія Нгуєн, у Сіамі — династія Чакрі. У Китаї володарює Династія Цін. У Японії триває період Мейдзі.

## Події

### В Україні
- Лев Голіцин заснував перший в Україні дім шампанських вин «Новий Світ».
- Відкрито залізничну станцію Луганськ.
- Опубліковано повість Нечуя-Левицького «Кайдашева сім'я».
- Іван Франко написав вірш «Каменярі».

### У світі
- Російсько-турецька війна: 5 січня російські й болгарські війська здобули перемогу над турками при обороні Шипки.
- 9 січня королем Італії став Умберто I.
- 2 лютого Греція оголосила війну Османській імперії.
- 7 лютого помер Папа римський Пій IX.
- 8 лютого британський флот став на якір на рейді Константинополя.
- 20 лютого розпочався понтифікат Лева XIII.
- 19 березня підписано Сан-Стефанський мирний договір, який завершив російсько-турецьку війну.
- 4 червня Отоманська імперія поступилася Кіпром Великій Британії.
- 10 червня утворилася Призренська ліга, яка поставила перед собою завдання відстоювати цілісність Албанії.
- З 13 червня до 13 липня тривав Берлінський конгрес щодо Османської імперії.
  - За результатами конгресу підписано Берлінський трактат:Сербія, Чорногорія та Румунія стали незалежними, Болгарія отримала автономію, а Кіпр перейшов під протекторат Великої Британії.
- 17 листопада анархіст Джованні Пассананте здійснив замах на італійського короля Умберто I.
- 21 листопада почалася Друга англо-афганська війна.

### У суспільному житті
- У Лондоні опубліковано перший тижневий прогноз погоди.
- Відкопано Пергамський вівтар.
- Засновано
  - Токійську фондову біржу.
  - Газету «The Hindu».
  - Політехнічний інститут і університет штату Вірджинія.
- У Лондоні зведено Голку Клеопатри
- Компанія E. Remington & Sons почала випускати друкарську машинку з нижнім та верхнім регістрами.

### У науці
- Ніколаус Отто побудував перший чотиритактний двигун внутрішнього згоряння.
- Карл Бенц побудував перший двотактний двигун внутрішнього згоряння.
- Швейцарські хіміки Марк Делафонтен та Жак-Луї Соре відкрили хімічний елемент Гольмій.
- Адольф Ерік Норденшельд розпочав своє плавання Північно-Східним проходом.

### У мистецтві
- Побачив світ роман Жуля Верна «П'ятнадцятирічний капітан».
- Генрі Джеймс опублікував роман «Європейці».
- Фрідріх Ніцше видав трактат «Людське, надто людське».
- У Дрездені завершилося будівництво Оперного театру Земпера.

### У спорті
- Австралійська команда гравців у крикет здійснила перше турне по Англії.
- У норвезькому павільйоні Всесвітньої виставки продемонстровано лижі.
- В Австралії проведено перший із традиційних забігів Ставелл Гіфт.

## Народилися
Див. також Категорія:Народились 1878
- 5 лютого — Андре-Густав Сітроен, французький інженер, промисловець, засновник автомобілебудівної компанії «Сітроен» (1919)
- 23 лютого — Казимір Малевич, український художник-абстракціоніст
- 21 травня — Гленн Кертісс, винахідник-конструктор першого гідроплану
- 27 травня — Ісадора Дункан, американська танцюристка, хореографка та письменниця (пом. 1927)
- 22 липня — Януш Корчак, польський лікар, педагог, письменник
- 20 вересня — Ептон Білл Сінклер, американський письменник
- 16 грудня — Жузеп Клара, іспанський скульптор.

## Померли
Див. також Категорія:Померли 1878
- 10 лютого — Клод Бернар, французький медик, дослідник процесів внутрішньої секреції, засновник ендокринології